# Бровко, Павел Фёдорович
Павел Фёдорович Бровко (укр. Павло Федорович Бровко; 7 ноября 1896 год, село Лысовка — 28 июня 1975 год, село Лысовка, Новосанжарский район, Полтавская область, Украина) — председатель колхоза «Большевик» Ново-Санжарского района Полтавской области. Герой Социалистического Труда (1948).

## Биография
Родился 7 ноября 1896 года в крестьянской семье в селе Лысовка (сегодня — Новосанжарский район Полтавской области). Получил начальное образование. Трудовую деятельность начал в 17-летнем возрасте. Участвовал в Гражданской войне. С 1920 года работал в родном селе. После организации в Лысовке колхоза «Большевик» стал его первым председателем. Руководил эти колхозом до 1957 года.
Участвовал в Великой Отечественной войне с 1942 года на Калининском, 2-м Прибалтийском и 3-м Белорусском фронтах. После демобилизации возвратился в Лысовку и продолжил руководить колхозом «Большевик».
В 1949 году был удостоен звания Героя Социалистического Труда «за получение высоких урожаев ржи, пшеницы и сахарной свёклы при выполнении колхозом обязательных поставок и натуроплаты за работу МТС в 1947 году и обеспеченности семенами зерновых культур для весеннего сева 1948 года, получение урожая пшеницы 31,7 центнера с гектара на площади 8 гектаров».
В 1957 году вышел на пенсию. Проживал в родном селе, где скончался в 1975 году. Похоронен на сельском кладбище. Могила Павла Бровко является памятником истории и культуры Украины.

## Награды
- Герой Социалистического Труда — указом Президиума Верховного Совета СССР от 10 мая 1948 года
- Орден Ленина
- Орден Красной Звезды
- Медаль «За боевые заслуги» (14.06.1945)
- Медаль «За победу над Германией в Великой Отечественной войне 1941—1945 гг.»